# Харди, Чарльз (адмирал)
Сэр Чарльз Харди (англ. sir Charles Hardy; ок. 1714 (?) — 18 мая 1780) — офицер Королевского флота и колониальный губернатор Нью-Йорка.
Родился в Портсмуте, сын вице-адмирала Королевского флота.

## Служба
На флоте с 1731 года. В 1737 произведён в лейтенанты, в 1741 в коммандеры. 10 августа 1741 года, в возрасте около 27 лет, Чарльз Харди стал полным капитаном. В 1744 году был назначен губернатором и главнокомандующим британской колонии Ньюфаундленд. Не существует никаких свидетельств, что он когда-либо посещал колонию. В следующем 1745 году он командовал HMS Torrington, участвовал в защите конвоя, доставлявшего подкрепление из Гибралтара в недавно захваченную крепость Луисбург.
Посвящён в рыцарство в 1755 году, служил губернатором британской администрации колонии Нью-Йорк с 1755 по 1757 годы (заменён Джеймсом Деланси, англ. James Delancey). В 1756 году стал контр-адмиралом синей эскадры.
В 1759 году женился на Катарине Станьян (англ. Catharine Stanyan). У супругов родились трое сыновей и две дочери.

## Семилетняя война
В начале Семилетней войны Харди служил под командованием вице-адмирала Фрэнсиса Холберна. В 1757 году сопровождал генерала Джона Кэмпбелла, лорда Лаудон, и его армию из Нью-Йорка в Галифакс для задуманной атаки французской крепости Луисбург, но атака была отменена. В следующем 1758 году был заместителем адмирала Боскавена во время осады Луисбурга.
Той же осенью он и генерал Джеймс Вольф напали на французские фактории в устье реки Святого Лаврентия и уничтожили французское рыболовство вдоль северного побережья современного Нью-Брансуика и полуострова Гасп. В 1759 году под командой Эдварда Хока был при Кибероне.
В 1762 году стал вице-адмиралом. С 1764 по 1768 годы был членом Парламента от Рочестера. В 1770 году произведён в адмиралы.

## Американская Революционная война
Позже, в 1771−1780 был в отставке, служил губернатором Гринвичского морского госпиталя. В 1778 году стал адмиралом белой эскадры. После отставки Кеппеля в 1779 году никто кроме Харди не соглашался принять командование в Канале. Наконец, в мае 1780 года после долгой отставки Харди принял флот. На следующий же день он слёг с воспалением внутренностей. Франко-испанская эскадра превосходила англичан, но атаковать и высадиться в Англии не решилась.

## Смерть и наследие
Сэр Чарльз Харди умер 18 мая 1780 года в Спитхеде. Он завещал £3000 каждому из сыновей и £4000 каждой дочери, а также оставил £1000 жене и своё имение Роулинс, графство Оксфордшир, своему старшему сыну Темплу Харди. По смерти Екатерины в 1801 году, из трёх сыновей только Темпл оставался в живых. Брат Харди, Иосия (англ. Josiah Hardy), был торговцем и губернатором штата Нью-Джерси в 1761−1763.